# 拉蒂-圣雷米
拉蒂-圣雷米（法語：Lathus-Saint-Rémy，法語發音：[laty sɛ̃ ʁemi]）是法国新阿基坦大区维埃纳省的一个市镇，位于该省东南部，属于蒙莫里永区。

## 历史
拉蒂-圣雷米成立于1973年，由拉蒂（Lathus）和圣雷米昂蒙莫里永（Saint-Rémy-en-Montmorillon）两个市镇合并而成。

## 地理
拉蒂-圣雷米（46°20'1"N, 0°57'31"E）面积98.28 平方千米，位于法国新阿基坦大区维埃纳省，该省份为法国中西部省份，北起曼恩-卢瓦尔省和安德尔-卢瓦尔省，西接德塞夫勒省，南至夏朗德省，东南接上维埃纳省，东临安德尔省。
与拉蒂-圣雷米接壤的市镇（或旧市镇、城区）包括：阿德里耶、阿尚博堡、蒙莫里永、普莱桑斯、索尔热、阿扎勒里、奥拉杜尔圣热内、瓦尔-加尔唐普河谷村。
拉蒂-圣雷米的时区为UTC+01:00、UTC+02:00（夏令时）。

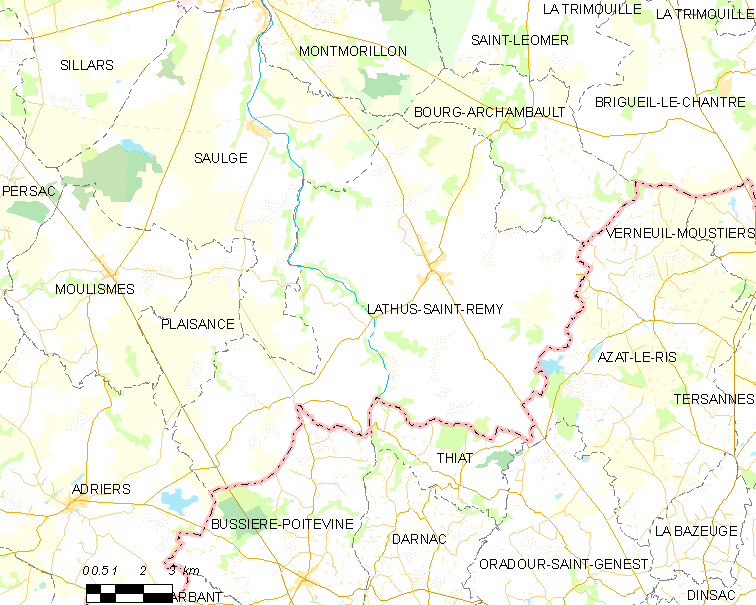
拉蒂-圣雷米的OSM定位图

## 行政
拉蒂-圣雷米的邮政编码为86390，INSEE市镇编码为86120。

## 政治
拉蒂-圣雷米所属的省级选区为蒙莫里永县。

## 人口

1962-2008年间拉蒂-圣雷米人口变化图示

拉蒂-圣雷米于2022年1月1日时的人口数量为1214人。